# Lapão (kommun)
Lapão är en kommun i Brasilien.   Den ligger i delstaten Bahia, i den östra delen av landet, 800 km nordost om huvudstaden Brasília. Antalet invånare är 25 651.
Följande samhällen finns i Lapão:
- Lapão

Omgivningarna runt Lapão är huvudsakligen savann. Runt Lapão är det ganska glesbefolkat, med 32 invånare per kvadratkilometer.